# Lago Burgäschisee
O Lago Burgäschisee é um lago localizado perto Aeschi na Suíça, na fronteira dos cantões de Berna e Solothurn. O lago tem uma superfície de 21 ha e uma profundidade máxima de 36 m. 